# When Dinosaurs Roamed America
When Dinosaurs Roamed America is een Amerikaanse natuurdocumentaire van twee uur over de dinosauriërs van Noord-Amerika. De documentaire werd voor het eerst uitgezonden door Discovery Channel in 2001. When Dinosaurs Roamed America werd geregisseerd door Pierre de Lespinois en had acteur John Goodman als verteller. De dinosauriërs en andere prehistorische dieren werden met behulp van computertechnieken (CGI) tot leven gewekt en in bestaande landschappen geplaatst. When Dinosaurs Roamed America is vergelijkbaar met de succesvolle serie Walking with Dinosaurs uit 1999, een coproductie van BBC en de Discovery Channel, maar kende minder succes vanwege de minder geslaagde speciale effecten.

## De afleveringen
When Dinosaurs Roamed America omvat vijf delen met een lengte van tien minuten tot een halfuur, die elk een ander tijdperk met de kenmerkende diersoorten behandelen

### 1. Midden-Trias
220 miljoen jaar geleden - Trias - New York
- Coelophysis
- Desmatosuchus
- Icarosaurus
- Morganucodon
- Rutiodon
- Traversodon
- Ongeïdentificeerd zoogdier ("geacteerd" door een levende buidelmarter)

### 2. Vroeg-Jura
200 miljoen jaar geleden - Jura - Pennsylvania
- Anchisaurus
- Dilophosaurus
- Syntarsus

### 3. Laat-Jura
150 miljoen jaar geleden - Jura - Utah
- Allosaurus
- Apatosaurus
- Camarasaurus
- Ceratosaurus
- Dryosaurus
- Pterodactylus
- Stegosaurus

### 4. Midden-Krijt
90 miljoen jaar geleden - Krijt - New Mexico
- Coelurosaurus
- Dromaeosaurus
- Nothronychus
- Zuniceratops

### 5. Laat-Krijt
65 miljoen jaar geleden - Krijt - South Dakota
- Anatotitan
- Quetzalcoatlus
- Triceratops
- Tyrannosaurus
- Purgatorius ("geacteerd" door een levende Virginiaanse opossum)